# Pac-Man World Rally
Pac-Man World Rally (ou Pac-Man Rally en Europe) est un jeu vidéo de course de kart faisant intervenir les personnages de Pac-Man, développé par Smart Bomb Interactive et publié par Namco Bandai Games, sorti en 2006 (2007 en Europe).
Le jeu est sorti sur PS2 et PSP, tandis qu'existe également des versions GameCube et PC outre-atlantique. 
Une version Xbox devait voir le jour mais a été finalement annulée (mais il est possible d'en voir un aperçu dans la version Xbox de Pac-Man World 3).
Une déclinaison du jeu intitulée Pac-Man Kart Rally 3D est sortie en 2010 sur Android, BlackBerry, BREW, J2ME, Windows Mobile et Windows Phone.

## Accueil
- Gamekult : 4/10[1]
- Jeuxvideo.com : 11/20[2]